# Paul Kleihues
Paul Kleihues (* 21. Mai 1936 in Rheine; † 17. März 2022 in Zürich) war ein deutscher Mediziner und Professor für Neuropathologie an der Universität Zürich.

## Leben
Paul Kleihues, dessen älterer Bruder der Architekt Josef Kleihues war, arbeitete nach seinem Medizinstudium an den Universitäten in Münster, Hamburg, München und Pavia zwölf Jahre am Max-Planck-Institut für Hirnforschung (heute Max-Planck-Institut für neurologische Forschung) in Köln und untersuchte die Ursachen von Hirntumoren durch chemische Kanzerogene.
Die erste Professur übernahm Kleihues 1976 am Institut für Pathologie (Ludwig-Aschoff-Haus) an der Albert-Ludwigs-Universität Freiburg. Im Jahre 1983 folgte er einem Ruf nach Zürich und wurde dort Direktor des Instituts für Neuropathologie am Universitätsspital Zürich. Von 1990 bis 1992 war er Dekan der Medizinischen Fakultät der Universität Zürich.
1994 wurde er Direktor des Internationalen Krebsforschungszentrums der Weltgesundheitsorganisation – International Agency for Research on Cancer (IARC) in Lyon, wo er die molekularpathologische Diagnose, Prognose und Ursachen menschlicher Tumoren des Nervensystems weiter erforschte. Nach seiner Emeritierung wurde Kleihues 2005 Gründungsdirektor des Comprehensive Cancer Center am Universitätsklinikum der Albert-Ludwigs-Universität Freiburg.
Er war der erste Präsident des Forschungsrates der 1991 gegründeten Internationalen Stiftung für Forschung in Paraplegie (IFP) in Zürich.
2005/2006 war er Fellow am Wissenschaftskolleg zu Berlin und anschließend Visiting Scientist am National Cancer Institute der National Institutes of Health in Bethesda (Maryland).
2008–2014 war er Delegierter des Stiftungsrates der Charles Rodolphe Brupbacher Stiftung.
Kleihues war Gründungsherausgeber von Brain Pathology und Herausgeber der dritten Ausgabe von WHO Classification of Tumours. Er publizierte mehr als 300 wissenschaftliche Arbeiten, auch in Nature.

## Ehrungen und Mitgliedschaften (Auswahl)
- 1991: Zülch-Preis der Max-Planck-Gesellschaft
- 1998: Mitglied der Leopoldina[6]
- 2001: Médaille d’or, Ligue contre le cancer
- 2001: Ehrenmitgliedschaft der Schweizerischen Akademie der Medizinischen Wissenschaften[7]
- 2003: Ehrenmitgliedschaft der Deutschen Gesellschaft für Neuropathologie und Neuroanatomie
- 2005: Ehrendoktorwürde der Universität Łódź
- 2005: Ehrenmitgliedschaft der Europäischen Gesellschaft für Pathologie
- 2007: Ehrendoktorwürde der Albert-Ludwigs-Universität Freiburg
- 2008: Johann-Georg-Zimmermann-Medaille für das Lebenswerk im Kampf gegen Krebs
- 2008: Alfons Maria Jakob Medaille[8]
- 2012: Gastprofessor, Lowy Cancer Center, University of New South Wales, Sydney[9]
- 2013: Rudolf-Virchow-Medaille
- 2013: Ehrendoktorwürde der Johann Wolfgang Goethe-Universität Frankfurt am Main